# COPP
COPP is een combinatiechemotherapie die werd gebruikt als eerstelijnsbehandeling van de ziekte van Hodgkin. Het is een afkorting van de geneesmiddelen (cytostatica) die onderdeel zijn van het therapieschema:
- Cyclofosfamide
- Oncovin (Vincristine)
- Procarbazine
- Prednison of Prednisolon

ABVD is de vervanger van COPP en het oudere MOPP.